# Francis Pharcellus Church
Pour les articles homonymes, voir Church.

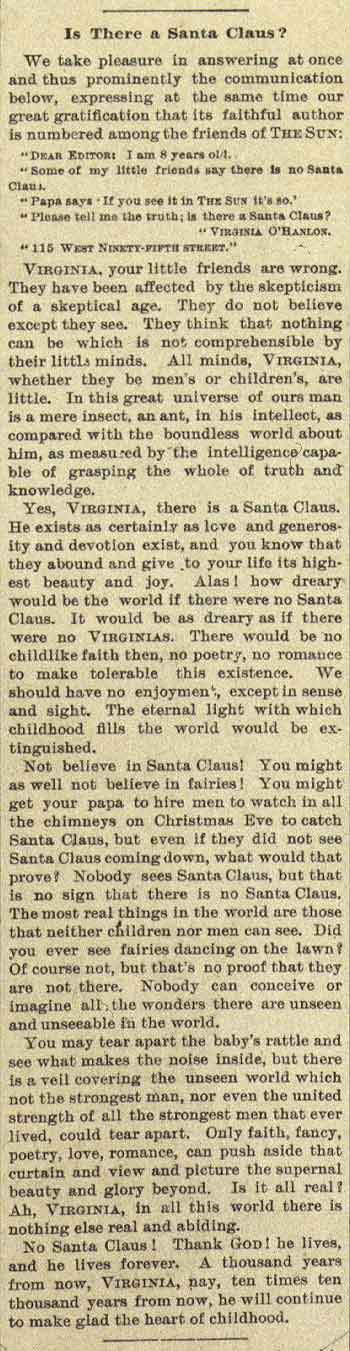
L'éditorial de Church The New York Sun du 21 septembre 1897, "Yes, Virginia, there is a Santa Claus

Francis Pharcellus Church (22 février 1839 - 11 avril 1906) était un éditeur et rédacteur en chef américain. Né à Rochester, dans l'État de New York, il est diplômé de l'université Columbia et se lance dans une carrière de journaliste. Avec son frère, William Conant Church, Francis fonde et édite plusieurs périodiques : The Army and Navy Journal, The Galaxy, et Internal Revenue Record and Customs Journal. Il a été correspondant de guerre pour le The New York Times pendant la guerre de Sécession. Il a travaillé au The New York Sun au début des années 1860, puis de 1874 à sa mort, rédigeant des milliers d'éditoriaux.
En 1897, Church a écrit l'éditorial "Yes, Virginia, there is a Santa Claus" (Oui, Virginia, il y a un Père Noël). Réalisé en réponse à une lettre de Virginia O'Hanlon, âgée de huit ans, qui demandait si le Père Noël existait vraiment, cet éditorial, largement republié, est devenu l'un des plus célèbres jamais écrits. Church est décédé à New York et est enterré au cimetière de Sleepy Hollow (Sleepy Hollow Cemetery).

## Jeunesse et éducation
Francis " Frank " Pharcellus Church naît à Rochester le 22 février 1839, de Pharcellus Church, pasteur baptiste,, et de Chara Emily Church (née Conant). Il a trois sœurs, un frère aîné, William Conant Church, et un frère cadet, John Adams Church. Enfant, Francis considère William " comme son 'grand frère' et est son 'satellite admiratif' ". En 1848, la famille déménage à Boston, où Pharcellus prêche à l'église baptiste de Bowdoin Square et édite le Watchman and Reflector,, un journal baptiste hebdomadaire. En 1852, la santé de Pharcellus se dégrade ; il démissionne de son poste et installe la famille dans la maison de Chara dans le Vermont. L'année suivante, la famille déménage une dernière fois, à Brooklyn. Francis commence à fréquenter la Columbia Grammar & Preparatory School de Manhattan, dont le directeur est Charles Anthon. Son éducation est centrée sur les mathématiques et les langues étrangères.
Francis Church s'inscrit au Columbia College de New York, où il obtient son diplôme avec mention en 1859 et un Master of Arts deux ans plus tard. Bien que Church soit entré à l'université pour étudier le droit et la théologie, et qu'il ait étudié un temps sous la direction du juge Hooper C. Van Vorst, il s'est rapidement tourné vers l'écriture et a obtenu son diplôme de journalisme à Columbia
.

## Carrière d'écrivain et d'éditeur
Après avoir obtenu son diplôme, Church trouve un emploi au The New York Chronicle, publié par son père et son frère. Pendant un certain temps, après le départ de William pour travailler au The Sun, Francis Church est l'assistant en chef du Chronicle, mais il finit par partir lui aussi travailler au Sun. En 1862, il couvre la guerre de Sécession pour le The New York Times.
En 1863, Church, son frère William et d'autres fondent The Army and Navy Journal pour promouvoir la loyauté envers l'Union pendant la guerre civile et rendre compte des affaires militaires. Pendant la guerre, Church travaille pour le Journal en tant que correspondant de guerre et, de 1863 à 1865, il est rédacteur en chef et éditeur du Journal. Il reste coéditeur jusqu'en 1874.
En 1866, les frères fondent le magazine littéraire Galaxy, concurrent de The Atlantic Monthly(p137); Church est éditeur pendant deux ans et rédacteur en chef jusqu'en 1872 ou 1878. Le Dictionary of Literary Biography attribue à Francis " la majeure partie du travail éditorial ". En tant que rédacteurs en chef, les frères sont connus pour leur style autoritaire, coupant par exemple des parties importantes de Waiting for the Verdict de Rebecca Harding Davis lorsqu'ils le publient en feuilleton. Soutenus par des personnalités littéraires, notamment Edmund Clarence Stedman, les frères s'efforcent d'attirer les meilleurs auteurs possibles dans leur publication, bien qu'ils se concentrent sur les auteurs new-yorkais et ignorent largement la société littéraire bien établie en Nouvelle-Angleterre. Stedman, parlant des rédacteurs en 1903, déclare que le magazine se concentre sur la présentation d'auteurs de tous les États-Unis et ne se concentre pas sur la publication d'œuvres d'auteurs populaires.
Le magazine est publié tous les quinze jours pendant un an, puis devient mensuel. En 1870, Church propose à Mark Twain de contribuer à une rubrique " Memoranda " dans le magazine, ce que Twain accepte ; il rédige la rubrique de mai 1870 à mars 1871. Au total, le magazine a publié les œuvres de plus de 600 auteurs, dont Rebecca Harding Davis, Henry James, John William De Forest, Rose Terry Cooke, John Esten Cooke et Constance Fenimore Woolson,. Le tirage du magazine a culminé à environ 21 000 exemplaires en 1871 et a chuté de façon spectaculaire par la suite. The Galaxy a fusionné avec l'Atlantic Monthly en 1878(p137). 
Church a également dirigé le Internal Revenue Record and Customs Journal avec son frère de 1870 à 1895,. Il a été réembauché comme rédacteur et écrivain à temps partiel au New York Sun en 1874,. Il a commencé à y travailler à temps plein après avoir quitté The Galaxy. [À ce titre, Church publie des milliers d'éditoriaux, dont la plupart sont peu remarqués. L'un de ses éditoriaux les plus populaires est une réponse à une femme de chambre qui s'enquiert de l'étiquette, après quoi Church écrit une série d'autres réponses à des lettres demandant des conseils. Il continue à travailler pour le The Sunjusqu'à sa mort en 1906,.
Edward Page Mitchell, rédacteur en chef du The Sun, déclara plus tard que Church avait "une connaissance de l'histoire du journalisme et un aperçu du caractère journalistique que l'on ne peut guère attendre que d'une figure majeure de la profession". Mitchell considérait également Church comme "énergique et un brillant orateur". Une nécrologie publiée dans le The New York Times décrivait Church comme n'étant pas très connu dans les cercles littéraires parce que sa réputation avait été "fusionnée" avec celle du The Sun, mais parmi ceux qui le connaissaient, il était "hautement et justement estimé". Son style éditorial consistait à traiter des sujets théologiques "d'un point de vue séculier",. Il n'aimait pas la politique.

## "Yes, Virginia"
En 1897, Mitchell a remis à Church une lettre écrite au the Sun par Virginia O'Hanlon, 8 ans, qui voulait savoir si le Père Noël existait vraiment. Dans sa réponse de ces 416 mots, Church écrit que le Père Noël existe "aussi certainement que l'amour, la générosité et la dévotion". "Yes, Virginia, there is a Santa Claus" (Oui, Virginia, le Père Noël existe) est devenu l'œuvre la plus connue de Church et l'éditorial le plus réimprimé de l'histoire de la presse.
Mitchell rapporte que Church, d'abord réticent à écrire une réponse, l'a produite "en peu de temps" au cours d'un après-midi(p90). Lors de sa publication le 21 septembre 1897, le journaliste Charles Anderson Dana a qualifié les écrits de Church de "véritable littérature" et a déclaré : "Ce serait une bonne idée de le réimprimer à chaque Noël - oui, et même de dire qui en est l'auteur !".
L'éditorial est réimprimé pour la première fois cinq ans plus tard pour répondre à la demande des lecteurs. Le The Sun a commencé à réimprimer l'éditorial chaque année en 1920, à Noël, et a continué jusqu'à la faillite du journal en 1950. Comme le The Sun n'avait pas l'habitude de titrer ses éditoriaux, Church n'a pas été reconnu comme l'auteur jusqu'à sa mort en 1906. L'éditorial n'est que l'un des deux dont le The Sun a révélé la paternité.
L'éditorial, qui a été décrit comme " l'éditorial le plus célèbre de l'histoire ", a été traduit en 20 langues, mis en musique et adapté dans au moins deux films(pp244–245). Un livre basé sur l'éditorial, Is there a Santa Claus ? a été publié en 1921.

## Vie personnelle et décès

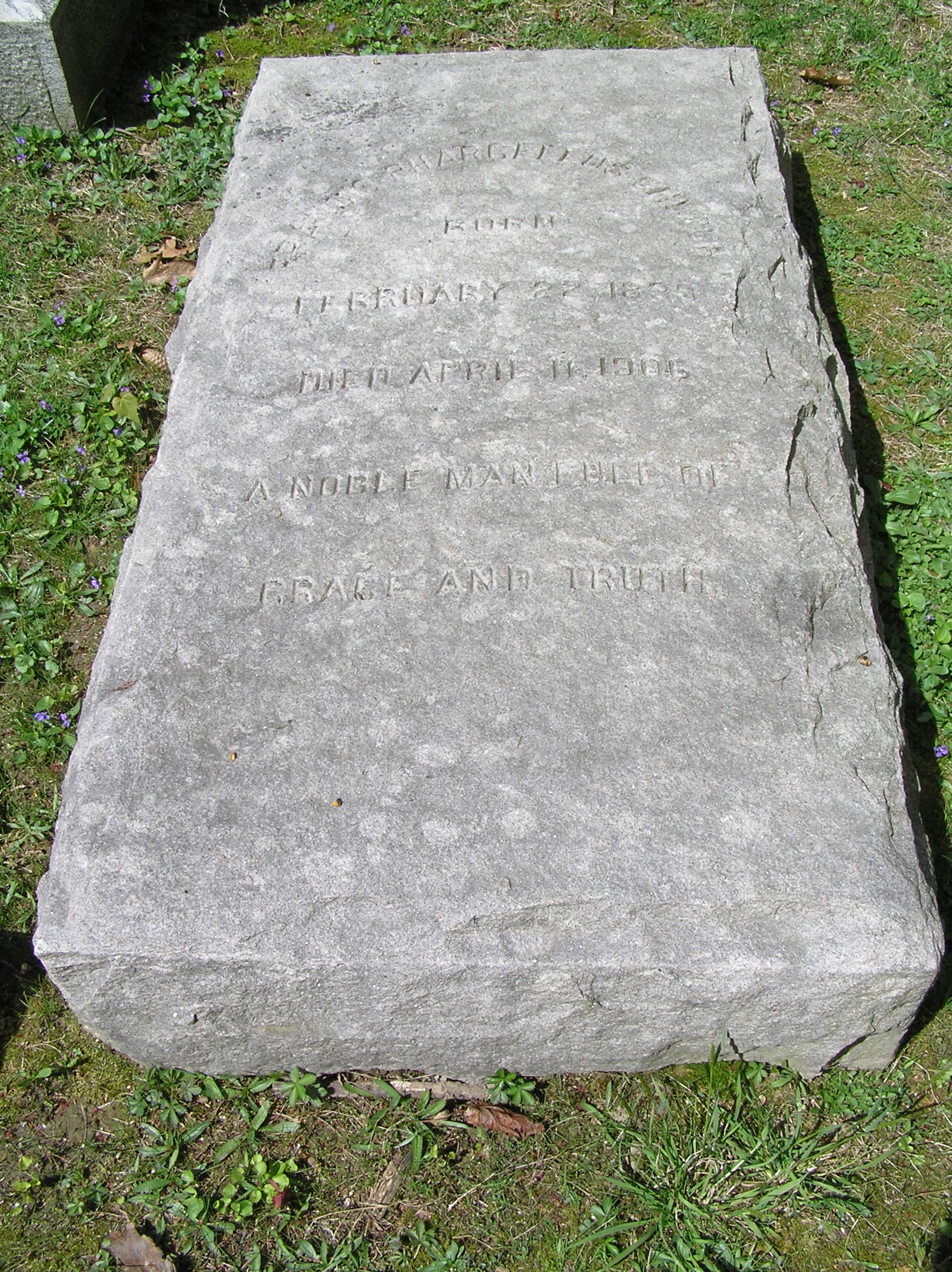
Le monument de Francis Pharcellus Church au cimetière de Sleepy Hollow (Sleepy Hollow Cemetery)

En 1871, il épouse Elizabeth Wickham, originaire de Philadelphie,. En 1882 ou 1883, Church quitte le 107 East 35th Street pour s'installer dans le Florence Apartment House, situé à East 18th Street et East Union Place (aujourd'hui Park Avenue South). Il y vit avec sa femme jusqu'en 1890. Ils n'ont pas eu d'enfant(p91). 
Il est membre des Sons of the Revolution (Fils de la Révolution), de la National Sculpture Society et de la Century Association.
Church meurt à New York le 11 avril 1906, à l'âge de 67 ans, à son domicile du 46 East 30th Street. Il souffre d'une maladie inconnue depuis plusieurs mois avant sa mort. Il est enterré au Sleepy Hollow Cemetery (cimetière de Sleepy Hollow) à Sleepy Hollow, New York.

## Source
- (en) Cet article est partiellement ou en totalité issu de l’article de Wikipédia en anglais intitulé « Francis Pharcellus Church » (voir la liste des auteurs).